# Bisgaard-Zeichen
Das Bisgaard-Zeichen ist ein klinisches Zeichen, das bei einer tiefen Beinvenenthrombose vorkommen kann. Es wurde nach dem dänischen Arzt Holger Bisgaard benannt.
Das Bisgaard-Zeichen ist positiv, wenn bei ausgestrecktem Bein in der Region zwischen Achillessehne, Fersenbein und Fußknöchel (Regio calcaneo-malleolaris) ein Druckschmerz auftritt.  Das Zeichen wird auch als Kulissendruckschmerz oder Kulissenschmerz und die Region auch als Bisgaard-Kulisse bezeichnet.
Klinische Zeichen bei der tiefen Beinvenenthrombose, zu denen auch das Bisgaard-Zeichen gehört, haben eine relativ hohe Spezifität, aber nur eine geringe Sensitivität.